# Aeronwen
Aeronwen – celtyckie imię żeńskie pochodzenia walijskiego. Jest spokrewnione z imieniem Aeron.
W innych językach:
- łac. – Agrona